# Varimax rotation
Varimax er en særlig analytisk rotationsprocedure for en række koordinater, og hvor koordinaterne fremkommer som faktordimensioner i en matematisk-statistisk faktoranalyse efter en forudgående faktorudtrækning via brug af hovedsagelig den principale faktor metode.
I forbindelse med udtrækningen af det optimale antal faktorer, der efter en faktoranalyse (eller evt. en principal componentanalyse)  findes skjult i en given korrelationsmatrice, foretages som oftest en påfølgende rotation af de enkelte faktorers koordinater i forhold til de pågældende variable. Formålet med rotationen af hele dette multifaktorielle koordinatsystem er bl.a. at tilstræbe en maksimering af summen af variansen på de kvadrerede faktorladninger, hvorved det klareste billede af faktorstrukturen i reglen opnås.
Til afløsning af ikke mindst den oprindelige subjektive grafiske rotationsprocedure, formulerede Henry F. Kaiser således i 1958 det matematiske grundlag for en objektiv analytisk rotation af faktorerne, den såkaldte Varimax rotation,  som vil resultere i nogle få, men til gengæld ekstraordinært høje faktorladninger (korrelationer) på hver faktor – mens resten af faktorladningerne samme sted vil kunne nedbringes så tæt som muligt på 0, jfr. følgende formel:
{\displaystyle R_{\mathrm {VARIMAX} }=\operatorname {arg} \max _{R}\left(\sum _{j=1}^{k}\sum _{i=1}^{p}(\Lambda R)_{ij}^{4}-{\frac {\gamma }{p}}\sum _{j=1}^{k}\left(\sum _{i=1}^{p}(\Lambda R)_{ij}^{2}\right)^{2}\right)}
hvor γ = 1 for VARIMAX
Varimax er lige siden blevet en overordentlig populær og meget benyttet rotationsmetode i faktoranalysen, og som nu findes indbygget i praktisk taget ethvert moderne, avanceret computer-statistikprogram som fast tilhørende delprogram.
Varimax bygger imidlertid på den forhåndsantagelse, at der er tale om ortogonale (dvs. uafhængige, ukorrelerede, "retvinklede") faktorer i det tilgrundliggende datamateriale, som danner basis for tilvejebringelsen af korrelationsmatricen. Og da denne forudsætning næppe altid kan forventes opfyldt á priori, vil det ofte være tilrådeligt at sammenligne resultatet af en Varimax rotation med resultatet af en alternativ rotationsmetode, der bygger på muligheden af oblique (dvs. afhængige, korrelerede) faktorer – fx en Oblimin rotation.